# 255. Infanterie-Division (Wehrmacht)
Die 255. Infanterie-Division (255. ID) war ein militärischer Großverband der Wehrmacht.

## Geschichte

### Aufstellung
Die 255. ID wurde im August 1939 als Division der 4. Aufstellungswelle im Wehrkreis IV (Dresden) aufgestellt. 
Die erste Aufgabe der 255. ID bestand in der Besetzung des Protektorates Böhmen und Mähren. 

### Westfeldzug
Als Reserve der 6. Armee kämpfte die 255. ID während des Westfeldzugs ab Mai 1940 an der Maas, am Albertkanal bis nach Löwen im belgischen Flandern. Weitere Gefechte erfolgten um Brüssel, an der Lys, am Yserkanal und bei Dünkirchen. 
Die Schlacht um Frankreich erlebte die 255. ID als Reserve der Heeresgruppe B an der Loire. Danach kamen weitere Einsätze in Nantes und Bordeaux. Im Oktober 1940 mussten 25 % der Division an die 134. ID abgestellt werden. 
Es folgte die Verlegung in das Generalgouvernement Polen und die Vorbereitung des Unternehmens Barbarossa an der polnisch-sowjetischen Grenze im März 1941.

### Unternehmen Barbarossa
Der Überfall auf die Sowjetunion begann mit Überquerung des Bug im Juni 1941. Von Brest-Litowsk und Wlodawa folgte der Marschweg zusammen mit der Heeresgruppe Mitte über Mokrany, Bobruisk und Rogatschew in Weißrussland. Um Smolensk entwickelten sich 1941 erbitterte Gefechte, die mit der Einnahme der Stadt endeten. Für das Unternehmen Taifun und den großangelegten Angriff auf Moskau im Winter 1941/1942 bewegte sich die 255. ID von Wolokolamsk auf Klin zu. 

### Auffrischung
Die sowjetische Gegenoffensive und der extreme Temperaturabfall fügten der 255. ID so starke Verluste zu, dass sie bereits im Dezember 1941 aus der Front herausgenommen werden musste. Ihr Rückzug erfolgte von Medyn, Moschaisk, Juchnow bis in die Region um Gschatsk. 

### 1942/1943
1942 verbrachte die 255. ID mit Abwehraufgaben im Verband mit der 3. und 4. Panzerarmee bei Gschatsk.
Im Februar/April 1943 wurde die 255. ID der Heeresgruppe Süd in der Nähe der ukrainischen Stadt Charkow unterstellt. 
Nach Scheitern des Unternehmens Zitadelle und der Niederlage bei Kursk, wurde die 255. ID mit der 4. Panzerarmee bei Belgorod eingesetzt. 
Im August 1943 wurde sie nach schweren Verlusten an der Ostfront durch Teile der aufgelösten 332. ID verstärkt. Es folgten Rückzugskämpfe bei Bol Pisarewka, Graiworon und Achtyrka am Dnepr. 
Im November 1943 musste sie nach schweren Verlusten an der Ostfront aufgelöst werden. 

### Verwendung der Reste der Division (Divisionsgruppe 255 und Divisionsgruppe 332)
Die Reste der Division in Form des Grenadier-Regiments 465 bildeten ab 2. November 1943 die Divisionsgruppe 255 bei der 4. Panzerarmee südlich von Kiew, welche der Korps-Abteilung B unterstellt wurde. Die Divisionsgruppe erhielt die Regimentsgruppe 465 mit vier Kompanien und die Regimentsgruppe 475 mit 1. bis 4., 13. und 14. Kompanie. Führer der Divisionsgruppe 255 war bis zur Auflösung Major Christian Sonntag, welcher für die Führung der Divisionsgruppe mit dem Ritterkreuz des Eisernen Kreuzes ausgezeichnet wurde. Nach dem Ausbruch aus dem Kessel von Tscherkassy im März 1944 wurde die Divisionsgruppe aufgelöst.
Zur gleichen Zeit wie die Aufstellung der Divisionsgruppe 255 wurde die Divisionsgruppe 332 aufgestellt. Anfänglich war vorgesehen, die 332. Infanterie-Division in die 255. Infanterie-Division einzugliedern, was aber dann doch unterblieb. Aus dem Stab, I. und II./Grenadier-Regiment 475 der aufgelösten 255. Infanterie-Division wurde die Regimentsgruppe 677 und 678 der Divisionsgruppe 332 eingerichtet. Die Divisionsgruppe 332 wurde im Februar 1944 bei Tscherkassy vernichtet.

## Personen
| Dienstzeit                            | Dienstgrad             | Name           |
| ------------------------------------- | ---------------------- | -------------- |
| 1. September 1939 bis 12. Januar 1942 | General der Infanterie | Wilhelm Wetzel |
| 12. Januar 1942 bis Oktober 1943      | Generalleutnant        | Walter Poppe   |

| Dienstzeit                       | Dienstgrad | Name          |
| -------------------------------- | ---------- | ------------- |
| 1. September bis Oktober 1939    | Major      | Ulrich Bürker |
| Oktober 1939 bis 10. August 1940 | Major      | Hans Elchlepp |
| 10. August 1940 bis 1. März 1942 | Major      | Georg Metzke  |
| unbekannt bis August 1943        | Hauptmann  | Fritz Blasius |

## Gliederung
- Infanterie-Regiment 455
- Infanterie-Regiment 465
- Infanterie-Regiment 475
- Artillerie-Regiment 255[A 2]
- Panzerjäger-Abteilung (mot.) 255
- Aufklärungs-Abteilung 255
- Pionier-Bataillon 255
- Nachrichten-Abteilung 255
- Nachschubtruppen 255